# Де Грас (крайцер, 1946)
Де Грас (на френски: De Grasse) е ПВО крайцер на ВМС на Франция.

## Строителство
Заложен е преди начаото на Втората световна война, през 1938 г., като типичен лек крайцер, развитие на типа „Ла Галисониер“, но през 1940 г., с капитулацията на Франция, построяването му е спряно.
През август 1942 г., във връзка с необходимостта от прикритие по въздуха на корабните рейдерски групи, от страна на корабостроителното управление на Германия последва предложението да се дострои „Де Грас“ като самолетоносач за Кригсмарине.
Проектът за преоборудване е утвърден в началото на 1943 г., но възникват сериозни трудности, възпрепятствали преустройството на кораба. В основно те са свързани с невъзможността да се възсъздаде енергетичната установка, първо, изпълнена по различните от немските френски стандарти за разпределение по отсеци, а на второ място, с непълния комплект на наличните спомагателни механизми и с общото лошо състояние на главните механизми. През декември 1942 г. Адолф Хитлер утвърждава проекта за преоборудването на крайцера в самолетоносач, но в крайна сметка той така и остава нереализиран.
С освобождаването на Франция, строителството на крайцера е възобновено и през 1946 г. той е спуснат на вода, но след това работите отново са спрени, тъй като решават да завършат „Де Грас“ като крайцер ПВО.
Строителството на крайцера е завършено в периода 1951 – 1956 г. Освен осигуряване на ПВО, крайцерът е оборудван за действия като флагмански кораб.

### Модернизация
През 1966 г. крайцерът има основна модернизация за служба в ролята на флагмански кораб на Тихоокеанския Експериментален Център, провеждащ ядрените изпитания на атола Муруроа, част от неговите въоръжения са свалени, а вместо това са оборудвани допълнителни каюти за техническия персонал.
В тази си роля крайцерът служи до 1973 г., когато е изваден от флота и през 1976 г. е предаден за скрап.